# Ding Song
Ding Song, Chinees: 丁松, (5 september 1971) is een voormalig Chinees professioneel tafeltennisser. Ding is zijn achternaam.
Belangrijkste wapenfeit is zijn overwinning op de Zweed Peter Karlsson tijdens de finale van de WK 1995. Hiermee werd de Chinese overwinning veiliggesteld.

## Belangrijkste resultaten
- WK
  -  Goud met het team in 1995 in Tianjin.
  -  Goud met het team in 1997 in Manchester.
  -  Brons in het enkelspel in 1995 in Tianjin.